# Клевок-Д2
Клевок-Д2 — перспективная российская тактическая сверзвуковая ракета малого класса.

## Общие сведения
Разработчик — тульское КБ приборостроения им. академика Шипунова. Разработка велась на базе технических решений проекта ракетного комплекса «Гермес».
«Клевок Д2» должен занять промежуточное положение между  ОТРК «Искандер» и всеми видами ствольной и реактивной артиллерии.
Ракета имеет раскладывающиеся после старта крылья и прямоточный воздушно-реактивный двигатель. На нем она за 40 секунд разгонится до нескольких тысяч километров в час. Боеприпас летит к цели сначала за счет навигационных сигналов с земли, затем по данным бортовой инерциальной навигационной системы. Прибыв в район цели, ракета захватывает ее собственной головкой самонаведения.
Благодаря компактным размерам и весу, ракету можно будет легко установить и на «Тигре», и на катере береговой охраны, и на подвесе у летательного аппарата. Дальность полета в 100 километров позволит ракетному комплексу с высокой точностью поражать цели на тактической глубине. МО РФ одобрило концепцию внедрения высокоточных тактических ракетных комплексов в сухопутные бригады и дивизии.
Основные цели для ракеты будут танки и другая бронетехника противника, штабы и командные пункты, самолеты и вертолеты на аэродромах.
По мнению разработчиков, гиперзвуковая скорость и малые размеры ракеты позволит эффективно преодолевать ПВО вероятного противника.

## Тактико-технические характеристики
- длина — 3500 мм
- диаметр — 207 мм
- масса — 130 кг
- вес БЧ — 57 кг
- дальность — 100 км
- скорость — 5 М